# فرودگاه دسچانگ
فرودگاه دسچانگ (به انگلیسی: Dschang Airport) یک فرودگاه با کد یاتا DSC است . این فرودگاه در شهر دسچانگ کشور کامرون قرار دارد .